# 訓子府インターチェンジ
訓子府インターチェンジ（くんねっぷインターチェンジ）は、北海道常呂郡訓子府町にある十勝オホーツク自動車道のインターチェンジである。

## 歴史
- 2015年（平成27年）11月8日 : 訓子府IC - 北見西IC間開通に伴い供用開始[1]。
- 2017年（平成29年）10月9日 : 陸別小利別IC - 訓子府IC間開通[2]。

## 周辺
- 大橋駐車場
  - 北海道道143号北見白糠線上にインターチェンジに近接して設置されている駐車場。東屋やトイレが整備されており、道路標識では「緊急避難所」とも案内されている。
- レクリエーション公園
- 訓子府町役場
- 訓子府小学校
- 訓子府中学校
- 訓子府町温泉保養センター

## 接続する道路
- 直接接続
  - 北海道道143号北見白糠線

- 間接接続
  - 北海道道986号置戸訓子府北見線

## 隣
E61 十勝オホーツク自動車道
陸別小利別IC - 訓子府IC - 北見西IC